# Petar Mazev

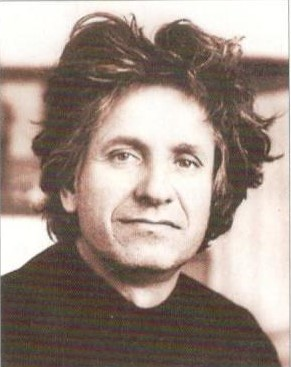

Petar Mazev (en cirílico macedonio: Петар Мазев; Kavadarci, 10 de febrero de 1927-Skopie, 13 de marzo de 1993) era un pintor expresionista y escultor macedonio.
Estudió en la Universidad de las Artes de Belgrado y fue profesor en la facultad de arquitectura de la Universidad de Skopje. Expuso en varios países de Europa, en Estados Unidos y China y no solo es autor de cuadros, sino también de murales, mosaicos y vitrales.